# 2017-es bolzanói műugró-Grand Prix-verseny
A Nemzetközi Úszószövetség (FINA) 2017-ben a 23. alkalommal rendezte meg július 5. és július 7. között a műugró-Grand Prix-versenysorozatot, melynek ötödik állomása az olaszországi Bolzano volt.

## Eredmények

### Éremtáblázat
| #        | nemzet             | arany | ezüst | bronz | összesen |
| 1        | Olaszország        | 3     | 0     | 2     | 5        |
| 2        | Oroszország        | 2     | 1     | 1     | 4        |
| 3        | Egyesült Királyság | 1     | 3     | 1     | 5        |
| 4        | Brazília           | 1     | 2     | 2     | 5        |
| 5        | Japán              | 1     | 1     | 2     | 4        |
| 6        | Kína               | 1     | 0     | 0     | 1        |
| 6        | Kolumbia           | 1     | 0     | 0     | 1        |
| 8        | Kanada             | 0     | 1     | 0     | 1        |
| 8        | Spanyolország      | 0     | 1     | 0     | 1        |
| összesen | összesen           | 10    | 9     | 8     | 27       |

### Éremszerzők
| versenyszám          | arany                                         | ezüst                           | bronz                              |
| férfiak              |                                               |                                 |                                    |
| 3 m                  | Sebastián Morales Mendoza                     | Vjacseszlav Novoszelov          | Giovanni Tocci                     |
| 3 m szinkron         | Vjacseszlav Novoszelov / Jevgenyij Novoszelov | Nicolás García / Héctor García  | Lorenzo Marsaglia / Gabriele Auber |
| 10 m                 | Isaac Souza Filho                             | Kyle Kothari                    | Lucas Thomson                      |
| 10 m szinkron        | Jegor Galperin / Borisz Efremov               | nem adták ki                    | nem adták ki                       |
| nők                  |                                               |                                 |                                    |
| 3 m                  | Mabucsi Juka                                  | Eloise Belanger                 | Tammy Galera Takagi                |
| 3 m szinkron         | Yasmin Harper / Scarlett Mew Jensen           | Enomoto Haruka / Kaneto Hana    | Tammy Galera Takagi / Luana Lira   |
| 10 m                 | Csang Nan-csü (Zhang Nanju)                   | Ingrid Oliveira                 | Enomoto Haruka                     |
| 10 m szinkron        | Bátki Noémi / Chiara Pellacani                | Ruby Bower / Phoebe Banks       | Enomoto Haruka / Kaneto Hana       |
| vegyes csapatverseny |                                               |                                 |                                    |
| 3 m szinkron         | Maicol Verzotto / Elena Bertocchi             | Tammy Galera Takagi / Ian Matos | Jelena Csernyih / Borisz Efremov   |
| 10 m szinkron        | Maicol Verzotto / Bátki Noémi                 | Gemma McArthur / Lucas Thomson  | nem adták ki                       |

## A versenyen részt vevő nemzetek
A Grand Prix-n 15 nemzet 63 sportolója – 36 férfi és 27 nő – vett részt, az alábbi megbontásban:
| Részt vevő nemzetek férfi / nő megbontásban | Részt vevő nemzetek férfi / nő megbontásban | Részt vevő nemzetek férfi / nő megbontásban | Részt vevő nemzetek férfi / nő megbontásban | Részt vevő nemzetek férfi / nő megbontásban | Részt vevő nemzetek férfi / nő megbontásban | Részt vevő nemzetek férfi / nő megbontásban | Részt vevő nemzetek férfi / nő megbontásban | Részt vevő nemzetek férfi / nő megbontásban |
| ------------------------------------------- | ------------------------------------------- | ------------------------------------------- | ------------------------------------------- | ------------------------------------------- | ------------------------------------------- | ------------------------------------------- | ------------------------------------------- | ------------------------------------------- |
| nemzet                                      | F                                           | N                                           | nemzet                                      | F                                           | N                                           | nemzet                                      | F                                           | N                                           |
| Ausztria                                    | 2                                           | 0                                           | Franciaország                               | 2                                           | 1                                           | Olaszország                                 | 9                                           | 3                                           |
| Brazília                                    | 2                                           | 4                                           | Japán                                       | 1                                           | 3                                           | Oroszország                                 | 4                                           | 2                                           |
| Bulgária                                    | 1                                           | 0                                           | Kanada                                      | 3                                           | 2                                           | Románia                                     | 1                                           | 1                                           |
| Dél-afrikai Köztársaság                     | 0                                           | 3                                           | Kína                                        | 1                                           | 1                                           | Spanyolország                               | 3                                           | 0                                           |
| Egyesült Királyság                          | 3                                           | 5                                           | Kolumbia                                    | 3                                           | 2                                           | Svájc                                       | 1                                           | 0                                           |

F = férfi, N = nő

## Versenyszámok

### Férfiak

#### 3 méteres műugrás
| #  | Ország             | Név                        | Selejtező | Selejtező | Középdöntő | Középdöntő | Középdöntő | Középdöntő | Döntő   | Döntő  |
| #  | Ország             | Név                        | Selejtező | Selejtező | A          | A          | B          | B          | Döntő   | Döntő  |
| #  | Ország             | Név                        | Rangsor   | Pontok    | Rangsor    | Pontok     | Rangsor    | Pontok     | Rangsor | Pontok |
| -- | ------------------ | -------------------------- | --------- | --------- | ---------- | ---------- | ---------- | ---------- | ------- | ------ |
|    | Kolumbia           | Sebastián Morales Mendoza  | 8         | 356,80    | 1          | 410,95     |            |            | 1       | 446,35 |
|    | Oroszország        | Vjacseszlav Novoszelov     | 11        | 344,00    |            |            | 2          | 371,10     | 2       | 437,85 |
|    | Olaszország        | Giovanni Tocci             | 2         | 389,65    | 3          | 398,10     |            |            | 3       | 384,85 |
| 4  | Spanyolország      | Nicolás García             | 9         | 354,40    |            |            | 3          | 370,70     | 4       | 372,40 |
| 5  | Olaszország        | Ruslan Adriano Cristofori  | 4         | 371,55    | 2          | 406,80     |            |            | 5       | 347,90 |
| 6  | Oroszország        | Jevgenyij Novoszelov       | 7         | 365,45    |            |            | 1          | 386,10     | 6       | 304,50 |
|    |                    |                            |           |           |            |            |            |            |         |        |
| 7  | Japán              | Szujama Haruki             | 6         | 371,05    | 4          | 389,30     |            |            |         |        |
| 8  | Franciaország      | Gwendal Bisch              | 12        | 338,65    | 5          | 370,30     |            |            |         |        |
| 9  | Brazília           | Ian Matos                  | 3         | 383,85    |            |            | 4          | 362,55     |         |        |
| 10 | Kína               | Huang Po-ven (Huang Bowen) | 1         | 407,60    |            |            | 5          | 350,55     |         |        |
| 11 | Egyesült Királyság | Kyle Kothari               | 10        | 352,45    | 6          | 322,70     |            |            |         |        |
| 12 | Spanyolország      | Alberto Arévalo Alcón      | 5         | 371,50    |            |            | 6          | 308,90     |         |        |
|    |                    |                            |           |           |            |            |            |            |         |        |
| 13 | Kanada             | Cam McLean                 | 13        | 335,05    |            |            |            |            |         |        |
| 14 | Egyesült Királyság | Jack Haslam                | 14        | 329,90    |            |            |            |            |         |        |
| 15 | Kanada             | Ryan Grover                | 15        | 318,10    |            |            |            |            |         |        |
| 16 | Olaszország        | Tommaso Rinaldi            | 16        | 310,90    |            |            |            |            |         |        |
| 17 | Olaszország        | Gabriele Auber             | 17        | 308,70    |            |            |            |            |         |        |
| 18 | Ausztria           | Alexander Hart             | 18        | 299,30    |            |            |            |            |         |        |
| 19 | Bulgária           | Aleksandar Kostov          | 19        | 292,80    |            |            |            |            |         |        |
| 20 | Franciaország      | Timothe Deneuville         | 20        | 283,35    |            |            |            |            |         |        |
| 21 | Svájc              | Fabian Stepinski           | 21        | 279,75    |            |            |            |            |         |        |
| 22 | Kolumbia           | Alejandro Arias Muñoz      | 22        | 264,70    |            |            |            |            |         |        |
| 23 | Ausztria           | Nikolai Schaller           | 23        | 258,95    |            |            |            |            |         |        |

#### 3 méteres szinkronugrás
| # | Ország        | Név                                               | Pontok |
| - | ------------- | ------------------------------------------------- | ------ |
|   | Oroszország   | Vjacseszlav Novoszelov / Jevgenyij Novoszelov     | 396,54 |
|   | Spanyolország | Nicolás García / Héctor García                    | 388,26 |
|   | Olaszország   | Lorenzo Marsaglia / Gabriele Auber                | 381,51 |
| 4 | Kolumbia      | Sebastián Morales Mendoza / Alejandro Arias Muñoz | 362,70 |
| 5 | Olaszország   | Giovanni Tocci / Francesco Porco                  | 293,22 |

#### 10 méteres toronyugrás
| #  | Ország             | Név                          | Selejtező | Selejtező | Középdöntő | Középdöntő | Középdöntő | Középdöntő | Döntő   | Döntő  |
| #  | Ország             | Név                          | Selejtező | Selejtező | A          | A          | B          | B          | Döntő   | Döntő  |
| #  | Ország             | Név                          | Rangsor   | Pontok    | Rangsor    | Pontok     | Rangsor    | Pontok     | Rangsor | Pontok |
| -- | ------------------ | ---------------------------- | --------- | --------- | ---------- | ---------- | ---------- | ---------- | ------- | ------ |
|    | Brazília           | Isaac Souza Filho            | 2         | 366,85    | 1          | 368,20     |            |            | 1       | 394,00 |
|    | Egyesült Királyság | Kyle Kothari                 | 3         | 364,60    |            |            | 2          | 354,35     | 2       | 389,50 |
|    | Egyesült Királyság | Lucas Thomson                | 7         | 314,40    |            |            | 3          | 349,80     | 3       | 375,35 |
| 4  | Olaszország        | Vladimir Barbu               | 6         | 317,65    | 2          | 358,55     |            |            | 4       | 372,40 |
| 5  | Oroszország        | Borisz Efremov               | 4         | 344,55    | 3          | 357,90     |            |            | 5       | 372,35 |
| 6  | Olaszország        | Mattia Placidi               | 9         | 302,20    |            |            | 1          | 354,80     | 6       | 366,40 |
|    |                    |                              |           |           |            |            |            |            |         |        |
| 7  | Kanada             | Tyler Henschel               | 1         | 406,05    |            |            | 4          | 338,55     |         |        |
| 8  | Oroszország        | Jegor Galperin               | 5         | 333,05    |            |            | 5          | 334,80     |         |        |
| 9  | Románia            | Aurelian Dragomir            | 10        | 285,45    | 4          | 261,75     |            |            |         |        |
| 10 | Kolumbia           | Kevin Giovany García Álvarez | 8         | 311,75    | 5          | 258,55     |            |            |         |        |

#### 10 méteres szinkronugrás
| # | Ország      | Név                             | Pontok |
| - | ----------- | ------------------------------- | ------ |
|   | Oroszország | Jegor Galperin / Borisz Efremov | 329,31 |

### Nők

#### 3 méteres műugrás
| #  | Ország                  | Név                        | Selejtező | Selejtező | Középdöntő | Középdöntő | Középdöntő | Középdöntő | Döntő   | Döntő  |
| #  | Ország                  | Név                        | Selejtező | Selejtező | A          | A          | B          | B          | Döntő   | Döntő  |
| #  | Ország                  | Név                        | Rangsor   | Pontok    | Rangsor    | Pontok     | Rangsor    | Pontok     | Rangsor | Pontok |
| -- | ----------------------- | -------------------------- | --------- | --------- | ---------- | ---------- | ---------- | ---------- | ------- | ------ |
|    | Japán                   | Mabucsi Juka               | 7         | 239,15    |            |            | 2          | 260,00     | 1       | 282,30 |
|    | Kanada                  | Eloise Belanger            | 2         | 268,80    | 3          | 249,05     |            |            | 2       | 273,05 |
|    | Brazília                | Tammy Galera Takagi        | 6         | 246,90    | 2          | 250,05     |            |            | 3       | 263,80 |
| 4  | Olaszország             | Elena Bertocchi            | 1         | 273,25    |            |            | 1          | 266,40     | 4       | 262,80 |
| 5  | Kolumbia                | Diana Isabel Pineda Zuleta | 5         | 250,95    |            |            | 3          | 255,45     | 5       | 255,25 |
| 6  | Kanada                  | Mia Vallée                 | 8         | 236,95    | 1          | 253,05     |            |            | 6       | 244,30 |
|    |                         |                            |           |           |            |            |            |            |         |        |
| 7  | Egyesült Királyság      | Scarlett Mew Jensen        | 10        | 227,30    | 4          | 246,30     |            |            |         |        |
| 8  | Brazília                | Luana Lira                 | 12        | 223,05    | 5          | 244,50     |            |            |         |        |
| 9  | Oroszország             | Jelena Csernyih            | 3         | 262,65    |            |            | 4          | 222,15     |         |        |
| 10 | Franciaország           | Clara Della Vedova         | 11        | 224,85    |            |            | 5          | 208,80     |         |        |
| 11 | Dél-afrikai Köztársaság | Micaela Bouter             | 4         | 257,40    | 6          | 198,90     |            |            |         |        |
| 12 | Románia                 | Anca Șerb                  | 9         | 233,70    |            |            | 6          | 188,35     |         |        |
|    |                         |                            |           |           |            |            |            |            |         |        |
| 13 | Japán                   | Kaneto Hana                | 13        | 206,70    |            |            |            |            |         |        |
| 14 | Dél-afrikai Köztársaság | Nicole Gillis              | 14        | 203,75    |            |            |            |            |         |        |
| 15 | Oroszország             | Olga Kulemina              | 15        | 191,05    |            |            |            |            |         |        |
| 16 | Egyesült Királyság      | Yasmin Harper              | 16        | 184,45    |            |            |            |            |         |        |

#### 3 méteres szinkronugrás
| # | Ország                  | Név                                 | Pontok |
| - | ----------------------- | ----------------------------------- | ------ |
|   | Egyesült Királyság      | Yasmin Harper / Scarlett Mew Jensen | 251,13 |
|   | Japán                   | Enomoto Haruka / Kaneto Hana        | 243,00 |
|   | Brazília                | Tammy Galera Takagi / Luana Lira    | 242,64 |
| 4 | Dél-afrikai Köztársaság | Micaela Bouter / Nicole Gillis      | 236,31 |

#### 10 méteres toronyugrás
| # | Ország                  | Név                         | Selejtező | Selejtező | Középdöntő | Középdöntő | Középdöntő | Középdöntő | Döntő   | Döntő  |
| # | Ország                  | Név                         | Selejtező | Selejtező | A          | A          | B          | B          | Döntő   | Döntő  |
| # | Ország                  | Név                         | Rangsor   | Pontok    | Rangsor    | Pontok     | Rangsor    | Pontok     | Rangsor | Pontok |
| - | ----------------------- | --------------------------- | --------- | --------- | ---------- | ---------- | ---------- | ---------- | ------- | ------ |
|   | Kína                    | Csang Nan-csü (Zhang Nanju) | 2         | 275,30    | 2          | 275,70     |            |            | 1       | 292,55 |
|   | Brazília                | Ingrid Oliveira             | 1         | 294,40    |            |            | 1          | 294,40     | 2       | 282,00 |
|   | Japán                   | Enomoto Haruka              | 4         | 257,80    | 1          | 294,55     |            |            | 3       | 273,75 |
| 4 | Brazília                | Giovanna Pedroso            | 8         | 230,20    | 3          | 259,00     |            |            | 4       | 265,90 |
| 5 | Egyesült Királyság      | Ruby Bower                  | 7         | 235,55    |            |            | 3          | 260,95     | 5       | 261,75 |
| 6 | Egyesült Királyság      | Gemma McArthur              | 5         | 257,00    |            |            | 2          | 272,95     | 6       | 239,60 |
|   |                         |                             |           |           |            |            |            |            |         |        |
| 7 | Kolumbia                | Carolina Murillo Urrea      | 3         | 267,50    |            |            | 4          | 250,95     |         |        |
| 8 | Dél-afrikai Köztársaság | Jaimee Gundry               | 6         | 248,90    | 4          | 231,00     |            |            |         |        |

#### 10 méteres szinkronugrás
| # | Ország             | Név                            | Pontok |
| - | ------------------ | ------------------------------ | ------ |
|   | Olaszország        | Bátki Noémi / Chiara Pellacani | 272,34 |
|   | Egyesült Királyság | Ruby Bower / Phoebe Banks      | 268,20 |
|   | Japán              | Enomoto Haruka / Kaneto Hana   | 263,85 |

### Vegyes csapatverseny

#### Vegyes 3 méteres szinkronugrás
| # | Ország      | Név                               | Pontok |
| - | ----------- | --------------------------------- | ------ |
|   | Olaszország | Maicol Verzotto / Elena Bertocchi | 296,55 |
|   | Brazília    | Ian Matos / Tammy Galera Takagi   | 249,15 |
|   | Oroszország | Borisz Efremov / Jelena Csernyih  | 233,70 |

#### Vegyes 10 méteres szinkronugrás
| # | Ország             | Név                            | Pontok |
| - | ------------------ | ------------------------------ | ------ |
|   | Olaszország        | Maicol Verzotto / Bátki Noémi  | 303,12 |
|   | Egyesült Királyság | Gemma McArthur / Lucas Thomson | 283,14 |